# World League di pallavolo 1991
La II World League di pallavolo si svolse dal 17 maggio al 27 luglio 1991. Dopo la fase a gironi, la fase finale, a cui si qualificarono le prime due squadre classificate nei due gironi di qualificazione, si disputò dal 26 al 27 luglio a Milano, in Italia. La vittoria finale andò per la seconda volta all'Italia.

## Squadre partecipanti
| - Francia - Italia - Paesi Bassi - Unione Sovietica | - Brasile - Canada - Cuba - Stati Uniti | - Corea del Sud - Giappone |

## Gironi
| Gruppo A                                | Gruppo B                                                   |
| --------------------------------------- | ---------------------------------------------------------- |
| Brasile Canada Cuba Francia Paesi Bassi | Corea del Sud Giappone Italia Stati Uniti Unione Sovietica |

## Fase finale

### Finali 1º e 3º posto
|  | Semifinali       | Semifinali       | Semifinali |      |        | Finale           | Finale           | Finale          |  |
|  |                  |                  |            |      |        |                  |                  |                 |  |
|  | Italia           | Italia           | 3          |      |        |                  |                  |                 |  |
|  | Italia           | Italia           | 3          |      |        |                  |                  |                 |  |
|  | Paesi Bassi      | Paesi Bassi      | 2          |      |        |                  |                  |                 |  |
|  | Paesi Bassi      | Paesi Bassi      | 2          |      | Italia | Italia           | 3                |                 |  |
|  |                  |                  |            |      | Italia | Italia           | 3                |                 |  |
|  |                  |                  | Cuba       | Cuba | 0      |                  |                  |                 |  |
|  | Cuba             | Cuba             | Cuba       | Cuba | 0      | 3                |                  |                 |  |
|  | Cuba             | Cuba             |            |      |        | 3                |                  |                 |  |
|  | Unione Sovietica | Unione Sovietica | 2          |      |        | Finale 3º posto  | Finale 3º posto  | Finale 3º posto |  |
|  | Unione Sovietica | Unione Sovietica | 2          |      |        |                  |                  |                 |  |
|  |                  |                  |            |      |        |                  |                  |                 |  |
|  |                  |                  |            |      |        | Paesi Bassi      | Paesi Bassi      | 1               |  |
|  |                  |                  |            |      |        | Paesi Bassi      | Paesi Bassi      | 1               |  |
|  |                  |                  |            |      |        | Unione Sovietica | Unione Sovietica | 3               |  |

## Classifica finale
| Classifica | Squadre          |
| ---------- | ---------------- |
|            | Italia           |
|            | Cuba             |
|            | Unione Sovietica |
| 4          | Paesi Bassi      |
| 5          | Brasile          |
| 6          | Stati Uniti      |
| 7          | Giappone         |
| 8          | Corea del Sud    |
| 9          | Francia          |
| 10         | Canada           |

## Premi individuali
- MVP: Andrea Zorzi
- Miglior schiacciatore: Ron Zwerver
- Miglior muro: Martin van der Horst
- Miglior servizio: Ron Zwerver
- Miglior palleggiatore: Shin Jung-chul
- Miglior ricevitore: Scott Fortune
- Miglior difensore: Scott Fortune